# Weesperstaete
Weesperstaete is een Nederlands kantoorgebouw uit 1969 in Amsterdam. Het is gelegen aan het Weesperplein, hoek Sarphatistraat en is ontworpen door Alexander Bodon in opdracht van Bank voor Onroerende Zaken nv. In de volksmond staat het bekend als "De Doodskist".
Het telt 9 verdiepingen en was aanvankelijk voorzien van een vliesgevel van donkergetint glas. Volgens Ids Haagsma is het een kopie van het Seagram Building (1958) in New York, van Ludwig Mies van der Rohe. Bodon had het evenwel willen voorzien van twee extra verdiepingen en een duidelijk afsluitende dakopbouw, maar kreeg hier van de welstandscommissie en de Dienst Stadsontwikkeling geen toestemming voor. 

Het gebouw past in de toenmalige plannen voor grootschalige cityvorming en staat achter de rooilijn van de Sarphatistraat omdat deze straat net als de Weesperstraat tot verkeersader zou worden verbreed. In de sokkel is een ingang van metrostation Weesperplein opgenomen. Aan de Weesperpleinzijde overkluist het een kleine straat, de Voormalige Stadstimmertuinen.
Weesperstaete werd bij oplevering in 1971 verhuurd aan de Gemeente Universiteit van Amsterdam, die er de faculteit psychologie onderbracht. Toen deze faculteit naar het Roeterseilandcomplex verhuisde werd de Hogeschool Economische Studies (HES) huurder. Nadat de HES in december 2003 was verhuisd werd Weesperstaete in opdracht van eigenaar Mapron grondig gerenoveerd volgens een plan van ZZDP architecten. Hierbij werd het gehele interieur gestript en werd de gesloten glazen vliesgevel vervangen door ramen die kunnen worden geopend.

Tegenwoordig is in Weesperstaete het Ontwikkelingsbedrijf van de gemeente Amsterdam gehuisvest.

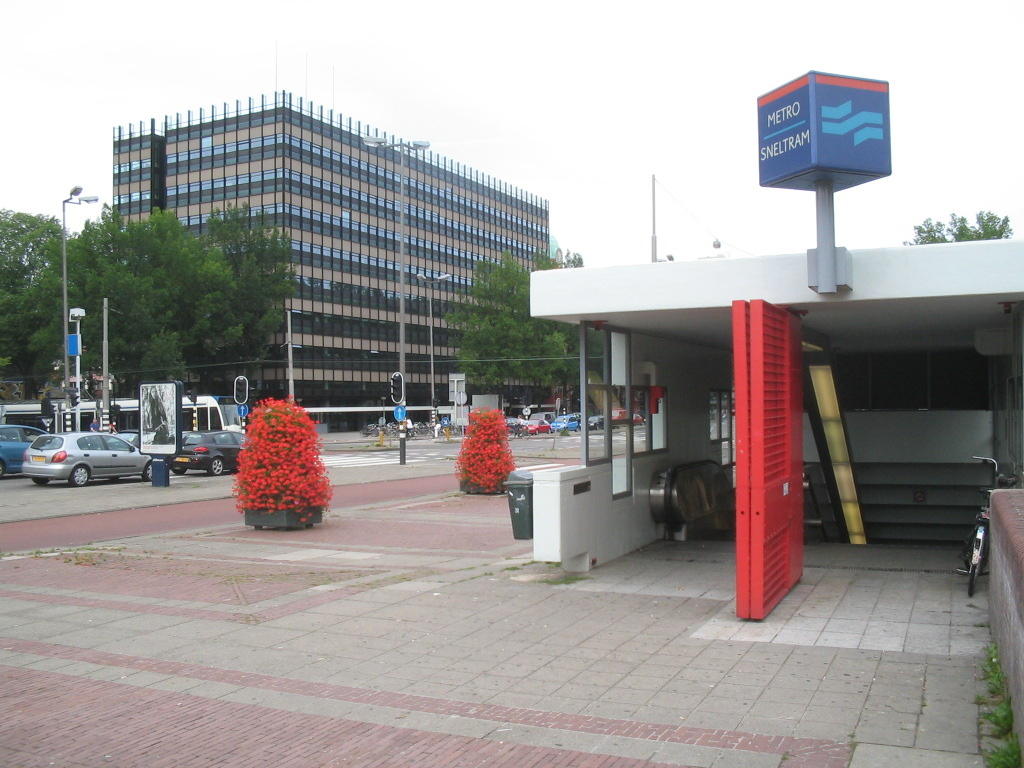
Weesperstaete, met op de voorgrond een ingang van metrostation Weesperplein (foto M.M. Minderhoud)